# دایناسور (کلرادو)
دایناسور (به انگلیسی: Dinosaur) شهری در ایالت کلرادو کشور ایالات متحده آمریکا است که جمعیت آن در سرشماری سال ۲۰۱۰ میلادی، ۳۳۹ نفر بوده‌است.

## نگارخانه

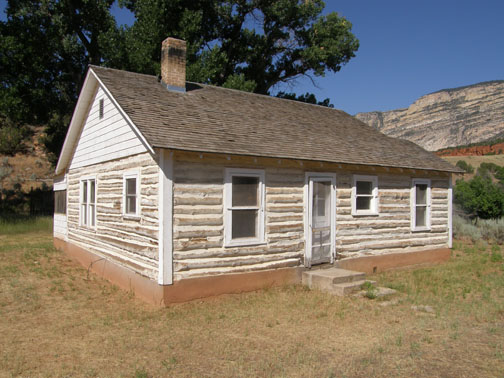
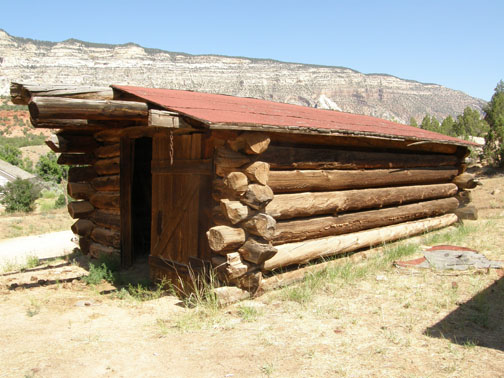